# Frankfurt Galaxy
Frankfurt Galaxy – klub futbolu amerykańskiego z Frankfurtu nad Menem działający w latach 1991–2007.
Założony w 1991 roku klub był najbardziej utytułowanym i najstarszym zespołem futbolu amerykańskiego grającym w World League of American Football, a potem NFL Europa. Zespół ośmiokrotnie znalazł się w finale World Bowl wygrywając mistrzostwo czterokrotnie. Następcą Frankfurt Galaxy został Frankfurt Universe.

## Największe osiągnięcia
- World Bowl Champion: 1995, 1999, 2003, 2006[potrzebny przypis]